# シトー会
シトー会（シトーかい）またはシトー修道会（シトーしゅうどうかい、ラテン語: Ordo Cisterciensis、省略形: OCist、英語: Cistercians）は、カトリック教会に属する修道会。ベネディクト会から派生した。ベルナルド会（Bernardin）の別名もある。

## 概要
改革を希求したフランス、ブルゴーニュ地方出身の修道士・モレームのロベール（Robert de Molesme、1027年 - 1111年）が1098年、フランスのサン＝ニコラ＝レ＝シトーに設立したシトー修道院が発祥である。シトー会は「聖ベネディクトゥス戒律」を厳密に守り、彫刻や美術による教示を禁止した点で、既存のベネディクト会修道院、とりわけクリュニー会（戒律のうち祈祷を重んじ、豪華な典礼を繰り広げ貴族的とも評された）と対峙する立場をとった。服装面にもその姿勢は現れており、壮麗・華美なクリュニー会と異なって染料を用いない白い修道服を着たことから、シトー会士は「白い修道士」とも呼ばれる。シトー会は戒律の中でも労働と学習を重んじ、自ら農具をとり農民らを指導して、森林に覆われていた北フランスの開墾や新農法の普及を行った。
ロベールは元々クリュニー会の修道士であり、モレーム修道院院長であったが、「聖ベネディクトゥス戒律」をめぐって修道士の間で対立が起き、内部分裂の結果ロベールはシトー修道院を設立した。その後、1099年にロベールが教皇ウルバヌス2世の命によりモレーム修道院に戻ると、シトーのアルベリック（Albéric de Cîteaux、? - 1108年または1109年）が後任として選出された。アルベリックが死去すると、ステファン・ハーディング（Stephen Harding、1060年 - 1134年3月28日）が後を継いだ。シトー会は、この3人を創立者としている。
シトー会が発展したのはクレルヴォーのベルナールの功績が大きく、1115年にクレルヴォー修道院が創立されるとベルナールが院長に任命され、クレルヴォー修道院はシトー会の重要な拠点となった。シトー会の別名であるベルナルド会の呼称は、このベルナールにちなむ。ベルナールはシトー会のみならず、カトリック教会およびヨーロッパ全体に非常に大きな影響力をもち、それに伴いシトー会も大きな発展を遂げた。しかし、ベルナールの死後、シトー会は徐々に衰退していき、また国際紛争、疫病の流行などの社会情勢から地域ごとのグループに分裂していった。さらに、フランス革命によって決定的な打撃を受けて一時はフランス国内から姿を消したが、革命終了後に亡命していた修道士がフランス国内に戻ると復興し、現在のシトー会が作られた。このとき、フランスノルマンディー地方のトラップ修道院で行われていた、厳格な規律を元にしたのが厳律シトー会（トラピスト会）である。現在は、厳律シトー会は独立した修道会となっており、（寛律）シトー会と分かれている。
シトー会の影響を強く受けた修道会にプレモントレ会（Premonstratensian order of canons regular；創立1121年）がある。その創立者は、ベルナールと終生熱い友情で結ばれたクサンテンのノルベルトゥス（Norbert of Xanten）である。会員は白衣の着用、肉食の厳禁、頻繁な断食、着衣のままの就寝、夜間聖務日課の励行など、生活様式の点においてシトー会に近かったが、経済活動を重視し、ネーデルランドの干拓やエルベ地方の開墾の事業ではむしろシトー会とその成果を競うほどであった。もっとも、プレモントレ会は厳密には修道士の集団ではなく、「聖堂参事会員」「律修聖職者」「修道参事会会員」などと訳される司祭者の集団で、その準拠する会則は「聖ベネディクトゥス戒律」ではなく「聖アウグスティヌス会則」であった。

## シトー会出身の聖人
本節ではシトー会に所属した聖人を挙げる。
- モレームのロベール
- アルベリック
- ステファン・ハーディング
- クレルヴォーのベルナルドゥス
- ルトガルディス